# Lights Up
| Оценки критиков | Оценки критиков                                                          |
| Источник        | Оценка                                                                   |
| --------------- | ------------------------------------------------------------------------ |
| The Independent | 4 из 5 звёзд · 4 из 5 звёзд · 4 из 5 звёзд · 4 из 5 звёзд · 4 из 5 звёзд |
| The Guardian    | 4 из 5 звёзд · 4 из 5 звёзд · 4 из 5 звёзд · 4 из 5 звёзд · 4 из 5 звёзд |

«Lights Up» — сольный сингл британского певца и актёра Гарри Стайлза (члена группы One Direction), вышедший 11 октября 2019 года с предстоящего второго сольного альбома Fine Line.

## История
В дни, предшествующие выходу песни, в нескольких городах мира появились рекламные щиты с фразой «Знаете ли вы, кто вы есть?» («Do You Know Who You Are?»), акция была связана с Гарри Стайлзом после того, как на каждом из плакатов были изображены логотип Columbia Records и аббревиатура «TPWK», что означает «Относитесь к людям с добротой», что появилось в гастрольном туре Стайлза. Также был создан сайт с таким же названием «Знаете ли вы, кто вы есть?» («Do You Know Who You Are?»), который благодарил пользователей, которые ввели свое имя на нем. Стайлз опубликовал обложку и название песни в своих социальных сетях 11 октября 2019 года.

## Отзывы
Песня получила положительные отзывы музыкальных критиков и интернет-изданий: Us Weekly («Отличный мелодичный трек»), The Independent (4 из 5 звёзд, «Самая лучшая песня Стайлса на сегодняшний день. Его вокал удивительно воздушен по сравнению с более резким голосом на прошлых синглах»), The Guardian (4 из 5 звёзд, «Душевное, загадочное возвращение, оно пронизано неожиданностями — зацикленный предварительный припев ломает легкое настроение, и даже звук евангельского хора обрабатывается с невероятной интенсивностью — и звучит совсем не так, как его британские коллеги по поп-цеху, или наркотизированный синти-поп, который доминировал в этом году»), Vulture, Pitchfork. Matt Bellassai назвал песню «bisexual bop». Радиостанция Capital и газета Gay Times назвали песню бисексуальным гимном, основываясь на видеоклипе.

## Музыкальное видео
Музыкальное видео вышло 11 октября 2019 года. Видеоклип просмотрели более 74 млн раз на канале YouTube.

## Чарты
| Чарт (2019)                                | Высшая позиция |
| ------------------------------------------ | -------------- |
| Австралия (ARIA)                           | 7              |
| Бельгия/Фландрия (Ultratip Bubbling Under) | 17             |
| Бельгия/Валлония (Ultratip Bubbling Under) | 45             |
| Чехия (Singles Digitál Top 100)            | 10             |
| Финляндия (Suomen virallinen lista)        | 20             |
| France (SNEP)                              | 128            |
| Германия (GfK)                             | 50             |
| Ireland (IRMA)                             | 4              |
| Italy (FIMI)                               | 37             |
| Нидерланды (Single Top 100)                | 36             |
| New Zealand (Recorded Music NZ)            | 7              |
| Norway (VG-lista)                          | 16             |
| Шотландия (OCC Scotland)                   | 6              |
| Словакия (Singles Digitál Top 100)         | 6              |
| Sweden (Sverigetopplistan)                 | 15             |
| Швейцария (Schweizer Hitparade)            | 22             |
| Великобритания (OCC UK Singles)            | 3              |
| США (Billboard Hot 100) ·                  | 17             |

## Сертификации
| Регион | Сертификация | Продажи   |
| --- | ------------ | --------- |
| Австралия (ARIA) | Платиновый   | 70 000    |
| Мексика (AMPROFON) | Золотой      | 30 000    |
| Новая Зеландия (RMNZ) | Золотой      | 15 000    |
| Польша (ZPAV) | Золотой      | 10 000    |
| Португалия (AFP) | Золотой      | 10,000    |
| Великобритания (BPI) | Золотой      | 400 000   |
| США (RIAA) | Платиновый   | 1 000 000 |
| * Данные о продажах приведены только на основе сертификации. · ^ Данные о тиражах приведены только на основе сертификации. · Данные о продажах + прослушиваниях приведены только на основе сертификации. |              |           |

## История выхода
| Регион         | Дата            | Формат                     | Лейбл            | Ссылка |
| -------------- | --------------- | -------------------------- | ---------------- | ------ |
| Разные         | 11 октября 2019 | Цифровые загрузки стриминг | Erskine Columbia | [ 41 ] |
| Австралия      | 11 октября 2019 | Contemporary hit radio     | Sony             | [ 42 ] |
| Италия         | 11 октября 2019 | Contemporary hit radio     | Sony             | [ 43 ] |
| Великобритания | 12 октября 2019 | Contemporary hit radio     | Sony             | [ 44 ] |
| Разные         | Начало 2020     | Сингл (винил, 7')          | Erskine Columbia | [ 45 ] |